# Saint-Agnant, Charente-Maritime
Saint-Agnant är en kommun i departementet Charente-Maritime i regionen Nouvelle-Aquitaine i västra Frankrike. Kommunen ligger  i kantonen Saint-Agnant som ligger i arrondissementet Rochefort. År 2022 hade Saint-Agnant 2 774 invånare.

## Befolkningsutveckling
Antalet invånare i kommunen Saint-Agnant
Referens:INSEE